# Steven Weber
Steven Robert Weber (Queens, Nueva York, 4 de marzo de 1961) es un actor estadounidense. Es conocido por su papel en la serie de televisión Wings que se transmitió desde abril de 1990 hasta mayo de 1997 en NBC. También es conocido como Actor de voz por interpretar a Beyonder en Los Vengadores unidos.

## Primeros años
Weber nació en Briarwood, Queens, Nueva York. Su madre, Fran, era una cantante de discoteca, y su padre, Stuart Weber, era un artista y gerente de discota de los comediantes Borscht Belt. Su familia era judía. Weber se graduó de la Secundaria de Artes (1979).

## Vida personal
Weber estuvo casado con la actriz Finn Carter desde 1985 hasta 1992. En 1995, se comprometió con Juliette Hohnen, luego con la jefa de oficina de MTV News, y se casaron el 29 de julio de ese año en el Castillo de Highclere en Londres. Pidió el divorcio el 6 de febrero de 2013, después de 17 años de matrimonio. La pareja tiene dos hijos: John "Jack" Alexander Hohnen-Weber, nacido el 15 de enero de 2001, en Santa Mónica, California, y Alfred "Alfie" James, nacido el 25 de febrero de 2003.

## Filmografía

### Cine
- Pudd'nhead Wilson (1984)
- The Flamingo Kid (1984)
- Walls of Glass (1985)
- Hamburger Hill (1987)
- Kojak: Fatal Flaw (1989)
- When We Were Young (1989)
- Angels (1990)
- The Kennedys of Massachusetts (1990)
- In the Line of Duty: A Cop for the Killing (1990)
- Deception: A Mother's Secret (1991)
- Single White Female (1992)
- In the Company of Darkness (1993)
- The Temp (1993)
- Betrayed by Love (1994)
- Benders (1994)
- Just Looking (1995)
- Take Out the Beast (1995)
- Jeffrey (1995)
- Leaving Las Vegas (1995)
- Dracula: Dead and Loving It (1995)
- I Woke Up Early the Day I Died (1998)
- Sour Grapes (1998)
- Thanks of a Grateful Nation (a.k.a. The Gulf War) (1998)
- Break Up (1998)
- La Navidad de todos los perros (1998) (voz)
- At First Sight (1999)
- Love Letters (1999)
- Late Last Night (1999)
- Timecode (2000)
- Sleep Easy, Hutch Rimes (2000)
- Common Ground (2000)
- Joseph: Rey de los Sueños (2000) (voz)
- Club Land (2001)
- The Twelve Days of Christmas Eve (2004)
- Reefer Madness: The Movie Musical (2005)
- Sexual Life (2005)
- Inside Out (2005)
- The Amateurs (2005)
- Desperation (2006)
- Choose Connor (2007)
- More of Me (2007)
- Farm House (2008)
- My One and Only (2009)
- Son of Mourning (2010)
- A Fairly Odd Movie: Grow Up, Timmy Turner! (2011)
- A Little Bit of Heaven (2011)
- The Movie (2012)
- Eve of Destruction (2013)
- Crawlspace (2013)
- The Perfection (2019)

### Televisión
- As the World Turns (1985–1986)
- Crime Story (1987)
- Tales from the Crypt (1991)
- Star Trek: Deep Space Nine (1993)
- Duckman: Private Dick/Family Man (1995, 1997) (voz)
- Wings (1990–1997)
- All Dogs Go to Heaven: The Series (1996)
- The Outer Limits (1997)
- Extreme Ghostbusters (1997) (voz)
- The Shining (1997)
- The Simpsons (1998) (voz)
- Hércules (1998) (voz)
- The New Batman Adventures (1998) (voz)
- Stark Raving Mad (1999)
- Cursed (a.k.a. The Weber Show) (2000–2001)
- The Legend of Tarzan (2001) (voz)
- Baby Blues (2000–2002) (voz)
- Once and Again (2000–2002)
- The Lyon's Den (2003)
- I'm with Her (2003)
- Fillmore! (2003) (voz)
- The D.A. (2004)
- Higglytown Heroes (2004)
- American Dad! (2005) (voz)
- Masters of Horror (2005)
- Will & Grace (2005–2006)
- Stephen King's Desperation (2006)
- Nightmares and Dreamscapes: From the Stories of Stephen King (2006)
- Studio 60 on the Sunset Strip (2006–2007)
- Monk (2007)
- Side Order of Life (2007)
- Law & Order: Special Victims Unit (2007)
- Brothers & Sisters (2007–2008)
- Psych (2008)
- Without a Trace (2008)
- Desperate Housewives (2008)
- Party Down (2009)
- Penguins of Madagascar (2009)
- Happy Town (2010)
- In Plain Sight (2010)
- Falling Skies (2011)
- Ultimate Spider-Man (2012–presente)
- Hot in Cleveland (2012)
- Wilfred (2012)
- 2 Broke Girls (2012)
- Malibu Country (2012)
- Dallas (2013)
- Tom Dick & Harriet (2013)[11]
- Regular Show (2014)
- Chasing Life (2014)
- Murder in the First (2014)
- iZombie (2015)
- 13 Reasons Why (2017)

Chicago Med (2021)

## Premios
| Año                | Premio        | Categoría                 | Proyecto                        | Resultado |
| ------------------ | ------------- | ------------------------- | ------------------------------- | --------- |
| 1998               | Saturn Award  | Mejor actor de televisión | The Shining                     | Ganador   |
| 2005               | TV Land Award | Mejores personajes        | Wings (compartido con Tim Daly) | Nominado  |
| (Fuente: IMDb.com) |               |                           |                                 |           |